# Jack Lauterwasser
John Jacob "Jack" Lauterwasser, född 4 juni 1904 i London, död 2 februari 2003, var en brittisk tävlingscyklist.
Lauterwasser blev olympisk silvermedaljör i laglinjeloppet vid sommarspelen 1928 i Amsterdam.